# Morfovoúni
Morfovoúni (Morfovouni, Vounesi) är en kommunhuvudort i Grekland.   Den ligger i prefekturen Nomós Kardhítsas och regionen Thessalien, i den centrala delen av landet, 230 km nordväst om huvudstaden Aten. Morfovoúni ligger 822 meter över havet och antalet invånare är 485.
Terrängen runt Morfovoúni är huvudsakligen kuperad, men västerut är den bergig.Runt Morfovoúni är det ganska tätbefolkat, med 104 invånare per kvadratkilometer. Närmaste större samhälle är Karditsa, 14,8 km öster om Morfovoúni. Trakten runt Morfovoúni består till största delen av jordbruksmark.